# Мінський повіт
Мінський повіт (пол. powiat miński) — один з 37 земських повітів Мазовецького воєводства Польщі.
Утворений 1 січня 1999 року в результаті адміністративної реформи.

## Загальні дані
Повіт знаходиться у східній та центральній частині воєводства.
Адміністративний центр — місто Мінськ-Мазовецький.
Станом на 1.01.2008 населення становить 142 433 осіб, площа 1163,73 км².

## Демографія
Демографічні дані повіту станом на 30.06.2005:
|       | Всього  | Всього | Жінки  | Жінки | Чоловіки | Чоловіки |
| ----- | ------- | ------ | ------ | ----- | -------- | -------- |
|       | осіб    | %      | осіб   | %     | осіб     | %        |
| Повіт | 139 961 | 100    | 71 434 | 51    | 68 527   | 49       |
| Міста | 61 776  | 100    | 32 391 | 52,4  | 29 385   | 47,6     |
| Села  | 78 185  | 100    | 39 043 | 49,9  | 39 142   | 50,1     |